# 新庄河
新庄河，是中国长江流域的一条河流，汇入金沙江左岸，属于金沙江水系。河长65千米，流域面积1150平方千米，年均流量21立方米每秒。自然落差1957米。水能理论蕴藏量6万千瓦。